# Socijalni radnik
Socijalni radnik stručnjak je koji se primarno bavi proučavanjem i rješavanjem socijalnih problema čovjeka, kao što su problemi stanovanja, prehrane te higijenskih i materijalnih uvjeta života i rada, kao i problema u međuljudskim odnosima i ponašanju pojedinaca (zbog siromaštva, starosti, bolesti, nasilja, ovisnosti, kriminaliteta i sl).
U Hrvatskoj radna mjesta socijalnih radnika najzastupljenija su u 119 centara za socijalnu skrb i njihovim podružnicama, zatim u ustanovama socijalne skrbi (domovi za starije, domovi za osobe s mentalnim oštećenjem ili psihičkim oboljenjem, dječji domovi, zatvori), općim i psihijatrijskim bolnicama, zavodima za vještačenje, neprofitnim organizacijama, vrlo malo u školama i pravosuđu, a u privatnom sektoru u privrednim organizacijama.
Socijalni radnik provodi socijalnu zaštitu u praksi, a socijalni rad u teoriji.
Krovna visokoškolska ustanova koja provodi studij za obrazovanje socijalnih radnika u Republici Hrvatskoj je Pravni fakultet Sveučilišta u Zagrebu- Studijski centar socijalnog rada.
Od 2017. godine otvoren je sveučilišni preddiplomski studij socijalnog rada pri Pravnom fakultetu u Osijeku.
Nekada je obrazovanje socijalnih radnika trajalo dvije godine, zatim se produžilo na tri godine, da bi uskoro bilo omogućeno školovanje tijekom četiri godine. Oni koji su stekli zvanje socijalnoga radnika mogli su se doškolovati do zvanja diplomiranog socijalnoga radnika.
Od uvođenja Bolonjskog procesa u RH, studij socijalnog rada traje pet (4+1) godina (univ.bacc.act.soc. + mag.act.soc.) te se stječe naziv magistar/magistra socijalnog rada.
Visokoškolski sustavi nekih zemalja iz okruženja dodjeljuju stručni naziv diplomiranoga inženjera socijalnoga rada.

### Socijalni rad u poduzeću
Zadaci socijalnog radnika u privrednoj organizaciji vrlo su brojni i složeni. On se bavi proučavanjem utjecaja na čovjekov rad postojećih uvjeta prehrane, stanovanja, obiteljskoga života, zdravstvenoga stanja, načina provođenja slobodnog vremena, kulturno-zabavnoga i športskog života, navika i običaja, sa zadatkom poboljšanja postojećeg stanja i stvaranja uvjeta koji će se optimalno povoljno odraziti na rad i zadovoljstvo radnika.
Socijalni radnik u svome radu usko surađuje s tijelima uprave poduzeća kao i radničkoga samoupravljanja, kadrovskom službom poduzeća, službom društvenog standarda, tehničkom službom, službom higijensko-tehničke zaštite, društvenopolitičkim organizacijama – osobito sindikatom, kao i sa zdravstvenim ustanovama i tijelima javnih vlasti.

## Vanjske poveznice
Mrežna mjesta
Hrvatska komora socijalnih radnika, www.hksr.hr
- Studijski centar socijalnog rada
- Hrvatska udruga socijalnih radnika